# Teplá
Teplá (in tedesco Tepl) è una città della Repubblica Ceca facente parte del distretto di Cheb, nella regione di Karlovy Vary. Il suo territorio ospita il monastero di Teplá, risalente al 1193.